# Trasporti in Australia
Questa voce raccoglie le principali tipologie di Trasporti in Australia.

## Trasporti su rotaia

### Rete ferroviaria
In totale: 33.819 km (di cui 2.540 km elettrificati). 
- scartamento normale: 15.422 km con scartamento di 1435 mm.

### Reti metropolitane
Le principali città in Australia non hanno una vera e propria metropolitana; Melbourne e Sydney hanno una metropolitana parziale. Entrambe le città stanno pianificando di costruire più sistemi di metropolitana.

### Reti tranviarie
I tram vengono usati adesso come trasporti pubblici solo a Melbourne, poiché in alcune città sono stati dismessi e a Sydney vi è un moderno sistema di metropolitana leggera.

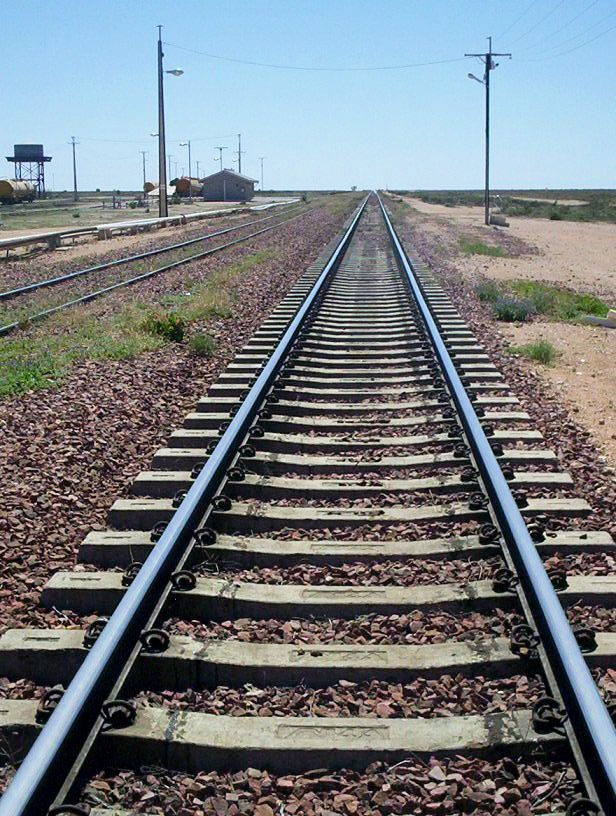
Ferrovia Trans-australiana

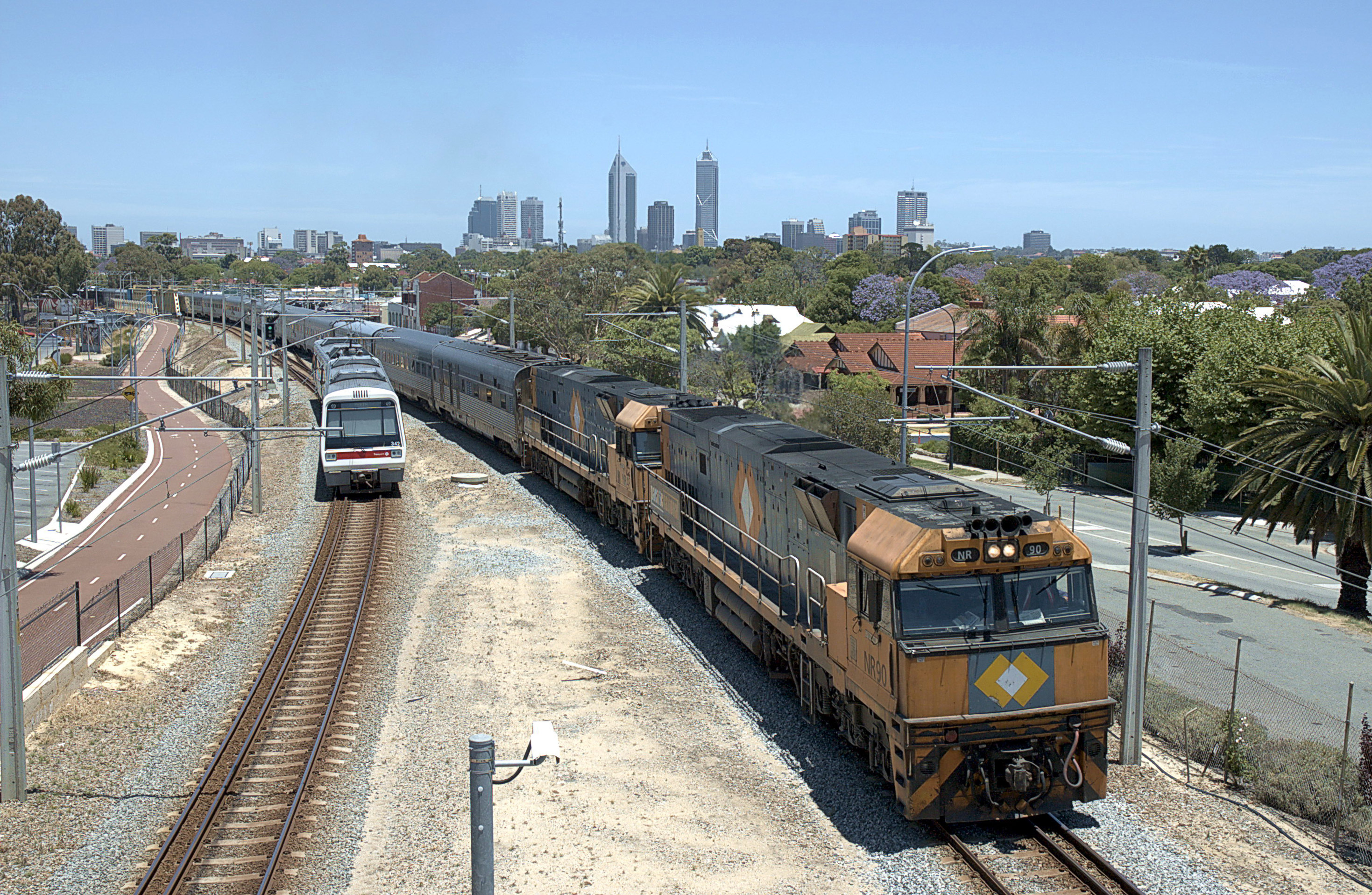
La Indian Pacific a Perth

## Trasporti su strada

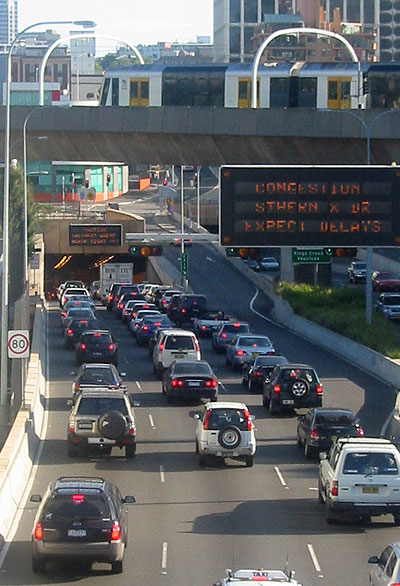
Autostrada "Eastern Distributor" a Sydney

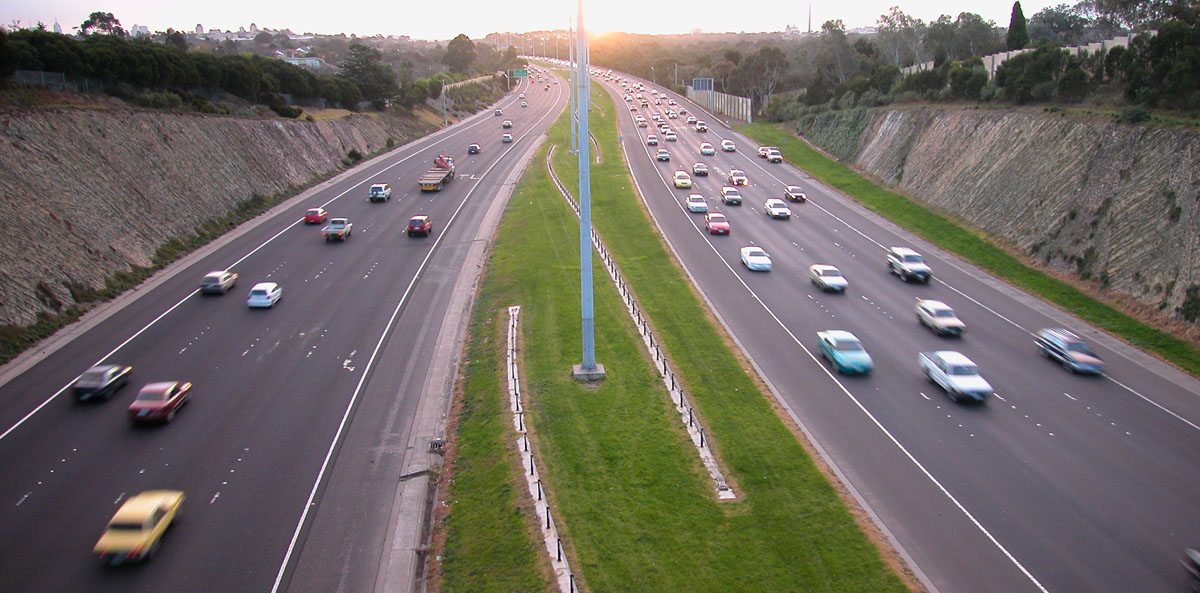
Tangenziale Est di Melbourne

### Rete stradale
Strade pubbliche: in totale 913.000 km 
- asfaltate: 353.331 km (di cui 2.863,20 km di autostrade)
- bianche: 559.669 km

(dati 1996 )

### Reti filoviarie
Non sono presenti sistemi filoviari.

### Autolinee
In tutto il territorio sono presenti aziende pubbliche e private che gestiscono trasporti urbani, suburbani, interurbani e turistici esercitati con autobus.

## Idrovie

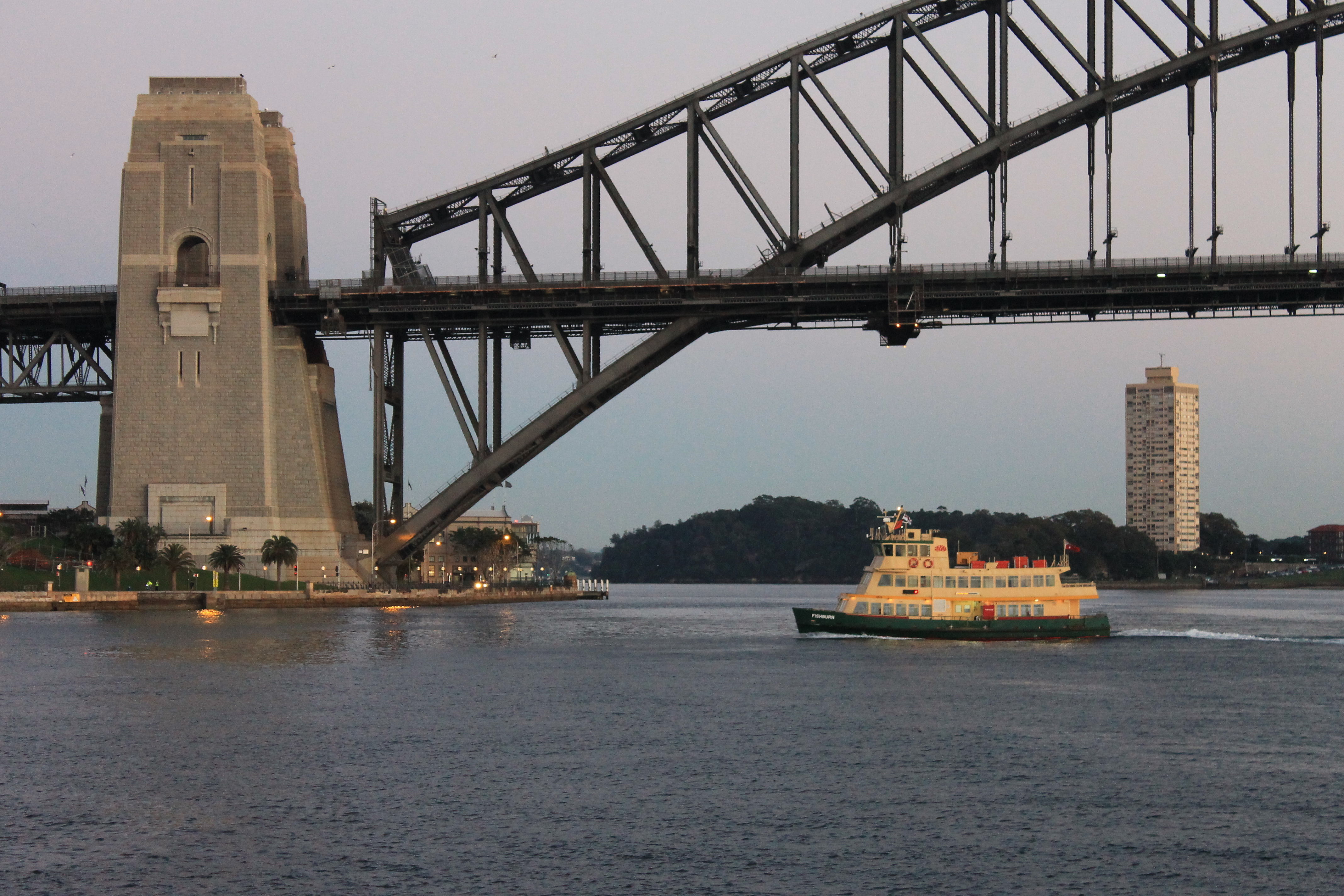
Sydney ferry

## Porti e scali

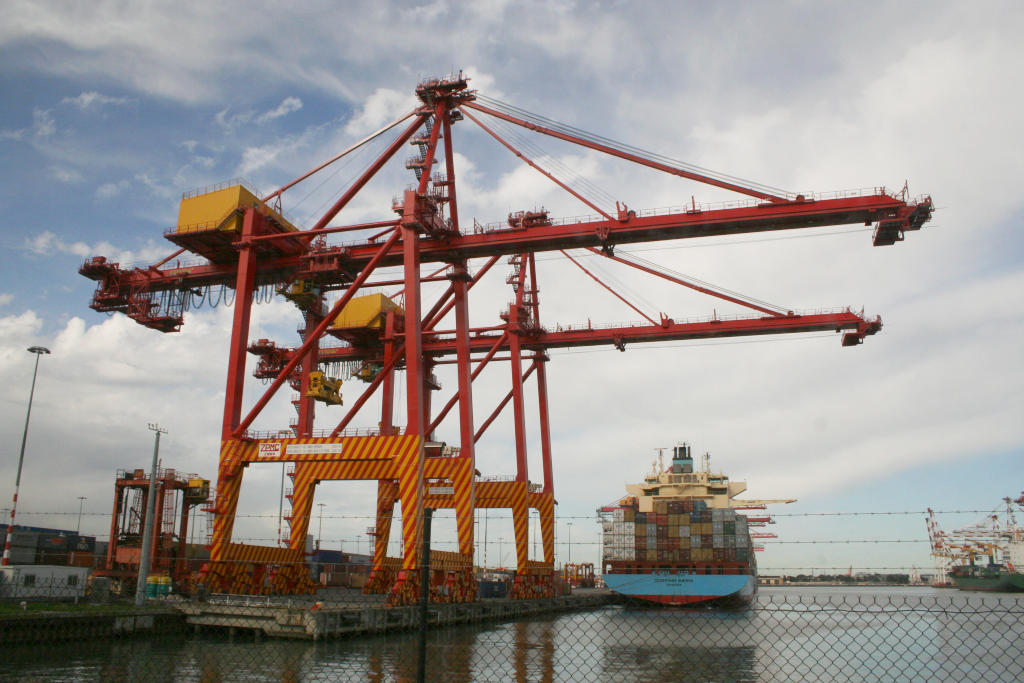
Porto di Melbourne

L'Australia dispone di numerosi porti e scali. I principali sono: Adelaide, Brisbane, Cairns, Darwin, Fremantle, Geelong, Gladstone, Mackay, Melbourne, Newcastle, Sydney, Townsville, Wollongong, Port Lincoln.

## Trasporti aerei

### Aeroporti
In totale: 448 (dati 2004)
a) con piste di rullaggio pavimentate: 305
- oltre 3047 m: 10
- da 2438 a 3047 m: 12
- da 1524 a 2437 m: 131
- da 914 a 1523 m: 139
- sotto 914 m: 13

b) con piste di rullaggio non lastricate: 143
- oltre 3047 m: 0
- da 2438 a 3047 m: 0
- da 1524 a 2437 m: 17
- da 914 a 1523 m: 112
- sotto 914 m: 13

c) sistemi di controllo avanzati

### Eliporti
In totale: 1